# Killer Instinct (videojuego de 1994)
Killer Instinct es un videojuego de peleas de la franquicia del mismo nombre, siendo el primero y considerado el principal. El juego se tenía pensado en un principio para Ultra 64, y rompiendo una tradición de sacar solo juegos para consolas, la compañía sorprende al sacar en 1994 el juego para arcade. 
Killer Instinct fue distribuido por Midway y programado por Rare, fue su primer desarrollo de este tipo de juegos y a pesar de esto tiene una calidad excepcional e incluso presionó a las compañías tradicionales del género a sacar mejores juegos. 
Killer Instinct daba una excelente sensación de tridimensionalidad sin salir nunca de las 2D, además de un uso espectacular del zum (no incorporado en las versiones de Super Nintendo y Game Boy), incluía sorprendentes animaciones de los personajes y un original y espectacular sistema de combos y movimientos. A pesar de tener solo diez personajes a elegir, la profundidad de movimientos, capacidades y posibilidades de cada uno hacían de él un juego más profundo y completo que otros videojuegos de peleas con más personajes.
Como dato curioso, el juego en un principio se llamaba "Brute Force", Werewolf era el nombre de Sabrewulf, y Cinder se llamaba Meltdown en los primeros prototipos del juego.

## Argumento
En un futuro no muy lejano, la contaminación es abundante y ha causado graves daños al medio ambiente. Como consecuencia de esto el mundo está envuelto en el caos y los gobiernos perderán el poder. El mundo lo controlan las grandes multinacionales y entre ellas destaca Ultratech. Esta corporación se dedica a la fabricación de armas y ha creado un torneo que servirá como campo de pruebas para esas armas. El torneo se llama Killer Instinct y en él los participantes lucharán a vida o muerte hasta que solo quede uno. El superviviente luchará contra Eyedol, un señor de la guerra atrapado en otra dimensión y que Ultratech ha liberado para que sea el último oponente de Killer Instinct.
Ultratech concederá al ganador del torneo lo que él quiera.

## Personajes
Jago.- Es el coprotagonista del juego, después de entrenar y siendo guiado por su mentor "El Espíritu del Tigre", supo que su destino era enfrentar a Eyedol, antes que la maldad se siga esparciando por el mundo.
Orchid.- Es la coprotagonista del juego, es una detective conocida como Black Orchid, se infiltra al torneo para saber sobre las desapariciones que rodean a Ultratech. Se creía que era amante de Jago, pero fue desmentido cuando se descubrió que era su hermana.
Cinder.- Es un hombre de fuego, sus poderes de fuego también le dan la capacidad de volar. Es un hombre inmolado cuyo alter ego es Ben Ferris, un exconvicto con el cual experimentó Ultratech, siendo esta la causa de sus poderes. Si gana el torneo, Ultratech le otorgará la libertad.
Spinal.- Es el esqueleto de un guerrero caído, reanimado por Ultratech, posee una gran espada y un escudo.  Ultratech lo presenta como un subjefe a vencer.
Fulgore.- Es un cyborg creado por ultratech con tecnología alienígena, y presentado como subjefe del Juego.  El torneo servirá para medir sus capacidades como súper soldado y comenzar su producción en masa.
Sabrewulf.- Es un hombre de la nobleza que sufre de licantropía.  Ultratech le ha ofrecido la cura si gana el torneo.
Riptor.- Es un proyecto de Ultratech en el que combinan genes de humano y genes de dinosaurio.  El torneo servirá para medir sus capacidades como arma.
Glacius.- Es un extraterrestre que viaja por el universo en busca de rivales fuertes.  Es una especie de hombre de hielo o de nieve. Ultratech lo ha capturado para hacer experimentos con él, y al igual que Cinder, Ultratech le promete libertad si gana el torneo.
Thunder.- Es un jefe indio americano, entra al torneo para averiguar que sucedió con su hermano quién participó en un anterior torneo.
Combo.- El 5 veces campeón del boxeo mundial, T.J. Combo fue despojado de su título cuando Ultratech le implantó brazos biónicos.  Entra al torneo por dinero y para hacer que Ultratech le devuelva su título.
Eyedol.- Es el Jefe Final del Juego, se trata de un señor de la guerra que es traído a esta dimensión por Ultratech para presentarlo como último rival a abatir.

## Modos de Juego SNES
- Individual (1 Player Arcade Game): Se puede jugar a pasarse el juego. Se elige un luchador y con él se tiene que ir ganando a todos los rivales; se derrota a un rival cuando se consigue reducir su barra de vida dos veces. Cuando se quita la primera barra de vida hay una pequeña pausa para que los luchadores tomen posiciones. Se puede continuar las veces que se quiera y cada vez que se continúa se puede elegir otro luchador. Si otro jugador quiere entrar a jugar puede hacerlo y se organiza una lucha entre los jugadores, el que gane continúa la partida. También se puede elegir entre seis niveles de dificultad.

Si se pasa el juego con un personaje se verá la historia final de ese personaje (solo hay historia si se juega a un cierto nivel de dificultad). 
- Práctica (Practice Game): Se elige un jugador y se lucha contra un rival inmóvil. Esta modalidad es para practicar los golpes y los movimientos de los luchadores.

- Tournament Game: Es una modalidad para dos o más jugadores. Se eligen los jugadores que participan (2 o más). Los jugadores compiten entre sí para ver cual es el que consigue más victorias. El jugador que gana sigue jugando contra otro jugador (si hay más jugadores) y el que pierde tendrá que esperar a que le toque jugar.

## Combos
Killer Instinct es un juego de lucha que incorpora una novedad con respecto a los golpes. Se pueden combinar los golpes (se pueden dar varios golpes seguidos) si se pulsan las teclas adecuadas. Esto le da al juego más dinamismo.

Cada jugador puede romper el combo rival combinando las teclas adecuadamente. A eso se le llama Combo Breaker.
Cada combo recibía un nombre que dependía del número de golpes efectuados consecutivamente:
Combos:
- Triple combo: 3 golpes
- Super combo: 4 golpes
- Hyper combo: 5 golpes
- Brutal combo: 6 golpes
- Master combo: 7 golpes
- Awesome combo: 8 golpes
- Blaster combo: 9 golpes
- Monster combo: 10 golpes
- King combo: 11 golpes
- Killer combo: 12 o más
- Ultra combo: cuando al rival queda con la segunda barra de vida en rojo, se puede hacer un combo especial llamado ultra combo, para hacer se debe encadenar en un combo normal.
- Ultimate: Es un combo cualquiera que con un movimiento se transforma en un "No Mercy".

## Remates finales
- Ultra Combo: Cuando un peleador está con muy poca vida, su contrincante puede realizarle un Ultra en mitad de un combo (si pulsa la combinación correcta). Un Ultra consiste en acabar con toda la vida del contrincante de una manera espectacular, ya que se le aniquila con multitud de golpes seguidos y muy rápidos.

- No Mercy: El equivalente al famoso "Fatality" de Mortal Kombat. Cuando un peleador pierde toda su vida, este queda inmóvil durante unos segundos debatiéndose entre la vida y la muerte. En ese momento su rival puede realizarle un No Mercy (si pulsa la combinación de teclas adecuada) consistente en un final alternativo, normalmente sangriento. Cada luchador tiene dos tipos de No Mercy, excepto Riptor y Glacius que tienen tres (en la versión de SNES, solo Riptor posee tres).

- Ultimate Combo: Cuando un peleador está con muy poca vida, su contrincante puede realizarle un Ultimate en mitad de un combo. Consiste en realizar un No Mercy en mitad de un combo, antes de que el contrincante caiga.

- Humilliation: En lugar del Ultimate/No Mercy o el Ultra también se puede realizar un Humilliation. Con esto se consigue ordenar al contrincante que baile para el vencedor (perdonándole la vida) y así el perdedor queda humillado. Para realizar un Humilliation el vencedor debe disponer aún de su barra de vida inicial.

- Last Breath: Cuando un peleador se debata entre la vida y la muerte, el jugador puede mover rápidamente el joystick a los lados y presionar todos los botones en un intento de obtener otra oportunidad. Si tiene éxito, el peleador obtiene suficiente vida para continuar peleando, aunque si recibe un solo golpe especial, aún pudiendo bloquearlo, este caerá definitivamente.

## Otros
- El juego está en inglés.

- Dificultad: Hay seis niveles de dificultad. En el nivel más bajo no se luchará contra Eyedol.

- Escenarios: inicialmente, cada personaje tiene un escenario pero hay escenarios ocultos, uno por cada jugador.[cita requerida] Hay escenarios en los cuales la acción se desarrolla en la azotea de altos edificios. En ellos se puede tirar al contrincante al vacío. También hay escenarios secretos que no le corresponden a ningún jugador.

- Más opciones: Se puede elegir la dificultad, si se quiere elegir a los personajes de forma aleatoria, si se quiere o no tiempo para el combate y si se quiere más facilidad en los combo-breakers (forma de parar un combo del rival).

- Botones: Se usan los seis botones del mando. Hay tres puños (L, Y, X) y tres patadas (R, B, A). Las patadas y los puños serán flojos, medios y fuertes. El bloqueo se logra desde el mando direccional, caminando hacia atrás estilo Street Fighter. Se pueden configurar los botones como se quiera.

- Vestimenta: Se puede elegir la vestimenta de los luchadores (el color de la ropa).

- Eyedol: Eyedol no puede realizar ningún No Mercy, Humillation o Ultimate Combo (tiene un Ultra Combo de 80 golpes). Los demás jugadores tampoco pueden hacerle estas técnicas a excepción del Ultra Combo, que sí se le puede efectuar.

- Potencia: La potencia se marca con un destello de luz en la barra de vida. Se puede conseguir haciendo un Combo breaker y sirve para potenciar o añadir alguna característica al personaje (Spinal podrá disparar, Orchid disparará tres veces si lanza a un jugador al aire, Sabrewulf girará más veces, etc.). Algunos personajes podrán conseguir la potencia de otro modo si se combinan las teclas adecuadamente.

- Esquivar ataques y disparos: Todos los luchadores tienen la habilidad de evitar ataques y disparos oponentes con otro ataque o movimiento especial (Orchid los atraviesa si se convierte en pantera, Glacius si se vuelve agua los esquiva, Spinal los puede parar con su escudo, Fulgore los puede hacer rebotar, etc.).

- Color del cartucho: El color del cartucho es negro, en vez del clásico color gris que tienen la mayoría de juegos de Super Nintendo.

## Versión arcade
- Killer Instinct fue el primer arcade en usar un disco duro interno además de las ROMs del juego.[cita requerida] Esto permitía almacenar cantidades masivas de datos permitiendo así la posibilidad de tener gráficos más detallados que otros juegos de este género.
- El juego usaba sprites prerrenderizados creados con estaciones de trabajo Silicon Graphics mientras que los fondos fueron prerrenderizados como una "película", que simplemente ajustaba los cuadros a mostrar dependiendo de la posición de los sprites en cada momento.[1] Todos estos datos se almacenaban en el disco duro.
- El arcade iba montado en un mueble estándar que albergaba una placa Ultra 64 (un hardware propietario basado en MIPS similar a la Nintendo 64 pero de 32 bits)[1] provista de un procesador R4600 a 100 MHz. El juego mostraba una resolución de 320x240 píxeles y el manejo se llevaba a cabo mediante un joystick de 8 direcciones acompañado de 6 botones.[2][1]

## Diferencias de versiones
La versión de Game Boy fue totalmente rehecha para adaptarse a las limitaciones de la consola portátil y , por ejemplo, tenía solo 9 personajes seleccionables elíminando así a Cinder y Riptor. Por su parte, las diferencias entre la versión de arcade y Super Nintendo son las siguientes:
- En Super Nintendo hay más modos de juego (detallado más arriba).

- En arcade hay zum, es decir, un alejamiento o acercamiento de la cámara cuando los personajes se separan o acercan.

- En arcade hay algunos movimientos en los que el personaje deja una estela de sombras, eliminado en la versión doméstica.

- Escenas de vídeos en arcade, que aparecen en la introducción entre cada pelea y cada final de la pelea . En Super Nintendo son sustituidos por imágenes estáticas de los personajes.

- En arcade, los escenarios de Cinder y los edificios, la plataforma está en 3D y es posible rotar al recibir o dar un golpe fuerte al oponente, además al tirar al personaje de la plataforma la cámara lo filma por detrás, mientras que en Super Nintendo están en 2D los escenarios, y las caídas solo se ve al final cuando cae el personaje en una toma lejana.

- En arcade se pueden realizar combos más largos que en la versión de Super Nintendo, ya que se eliminó el movimiento que permite elevar nuevamente al oponente luego del Ultra combo.

## Banda sonora
Otro punto destacable de Killer Instinct fue su banda sonora, producida por Rare. La música del juego fue adaptada para la versión de Super Nintendo, perdiendo la calidad que la destacaba en Arcade por cuestiones de memoria. Una edición limitada del juego incluía el cartucho de SNES más un CD, Killer Cuts, con la banda sonora original, con algunos tracks remixados.